# Struktura heterodesmiczna
Struktury heterodesmiczne – struktury nadcząsteczkowe, powstające na skutek różnego rodzaju oddziaływań międzycząsteczkowych naraz.
W strukturze heterodesmicznej krystalizuje wiele  soli zawierających kompleksowe aniony i kationy, np. siarczany i fosforany. W obrębie anionu kompleksowego przeważają wiązania kowalencyjne, natomiast z kationami wiążą się one jonowo.
Do tworzenia tego rodzaju struktur zdolne są też niektóre związki organiczne, np. DNA, w których występują jednocześnie wiązania kowalencyjne, wodorowe i słabe oddziaływania elektrostatyczne.
Substancje krystalizujące w strukturze heterodesmicznej charakteryzują się zwykle niższą temperaturą temperaturą topnienia niż analogiczne struktury homodesmiczne.